# Ачомави
Ачомави (на английски: Achomawi) е Калифорнийско индианско племе, живяло в басейна на Пит Ривър в североизточна Калифорния, от Маунт Шаста и връх Ласен до Уорнър Рейндж. Заедно с ацугевите, с които живеели в тесни връзки, са известни като Индианците Пит Ривър.

## Име, език и подразделения
Името ачомави (ачомауи) е англиканизирана форма на името на групата от Фал Ривър – ахиммаауи (ахимма – река). Първоначално ачомавите се състоят от 9 групи или подплемена с минимални диалектни разлики между тях. Всички те говорели диалекти на езика Палайхнин класифициран към Севернохоканските езици. Групите са автономни, но тясно свързани чрез езика, културата и смесени бракове.
- Ахумави – по Фал Ривър
- Астаривави – в горната част на долината на Хот Спрингс
- Атуамсини – в Биг Вали
- Хаммави – около Саут Форк на Пит Ривър
- Илмави – по Пит Ривър
- Мадеши – около големия завой на Пит Ривър
- Итсатави – южно от Пит Ривър
- Хевиседави – около южната част на Гус Лейк
- Касалектави – по ръкавите на Пит Ривър[1]

## Култура
Идентифицирани са общо 28 техни села. Селата били организирани около едно централно голямо село. Използвали 3 вида домове според сезона. През лятото строели конични колиби от преплетени клони, покрити с рогозки, а през зимата обитавали дървени домове частично вкопани в земята, покрити с треви и пръст. В зимните домове се влизало със стълба през отвора за дима. Използвали и колиби за изпотяване.
При брак младоженецът живеел за кратко при роднините на жена си, като ловувал и работел за тях. После двойката се мести в дома на мъжа. Наследствеността се предавала по бащина линия. Когато се роди дете, родителите се усамотявали и по̀стели, докато чакат пъпната връв да падне. Ако се родят близнаци, едното дете се убивало при раждането. Мъртвите са погребвани в сгъната позиция, понякога в кошница с лице на изток. Също така изгаряли трупа, ако човекът умре извън общността, след което пепелта се връща в селото за погребение. Вдовиците си отрязвали косата и спазвали тригодишен траур. След това можело да се ожени за брата на мъртвия си съпруг.
И двата пола носели дрехи от еленова кожа и се татуирали.
Прехранвали се основно с лов и събирачество. Ловували елени, птици, събирали растителни храни и яйца, насекоми, ларви, и ловяли риба. Риболовът бил основен източник на храна. Ловяли рибата с мрежи, кошове, копия и капани. Били отлични кошничари.

## История
През 1828 г. в земите им идват първите трапери, последвани през 1840-те от хиляди златотърсачи и авантюристи. Войната Руж Ривър води до силно военно присъствие в района. След войната няколкостотин ачомави са принудени да се заселят в резервата Гранд Ронд. Между 1915 г. и 1938 г. правителството създава за различните групи на племето 8 малки ранчерии. Днес 3 от тези ранчерии се споделят с други общности. Общата им численост е около 1800 души.